# Вила Кастели
Вѝла Кастѐли (на италиански: Villa Castelli) е град и община в Южна Италия, провинция Бриндизи, регион Пулия. Разположен е на 251 m надморска височина. Населението на общината е 9260 души (към 2010 г.).